# Кусочи
Кусо́ча (бур. Хүһөөшэ) — село в муниципальном районе «Могойтуйский район» Агинского Бурятского округа в Забайкальском крае Российской Федерации. Административный центр сельского поселения «Кусоча».

## Экономика
В селе расположена центральная усадьба агропромышленного кооператива «Кусочи» созданного в 1999 году на базе колхоза «Красный Октябрь» (до 1963 года артель «Ажалчин» («Труд»), которая создана в 1928 году и колхоз имени В. Бусыгина образованный в 1933 году). Специализация: овцеводство и выращивание семенных зерновых культур. Число работников — 130 человек (2005 год). 

## Население
| 2002 | 2010  | 2012  | 2013  | 2014 | 2015 | 2016 |
| ---- | ----- | ----- | ----- | ---- | ---- | ---- |
| 1174 | ↘1069 | ↘1022 | ↘1004 | ↘983 | ↘960 | ↘946 |
| 2017 | 2018  | 2019  | 2020  | 2021 |      |      |
| ↘906 | ↘892  | ↘890  | ↘885  | ↘733 |      |      |